# مرتضى علي حمود الساعدي
مرتضى علي حمود الساعدي هو سياسي عراقي من ميسان، العمارة ولد في عام 1980م، كان عضو مجلس محلي في 2003 ورئيس لجنة النزاهة من عام 2013 إلى 2019 . والان هو عضو في مجلس النواب العراقي للدورة الخامسة.